# Folklore (album de 16 Horsepower)
Pour les articles homonymes, voir Folklore (album).
Albums de 16 Horsepower
Hoarse
(2001) Olden
(2003)
Folklore est le cinquième album du groupe de folk-rock alternatif américain 16 Horsepower. Il est paru en Europe le 30 novembre 2001 et en Amérique du Nord le 6 août 2002.

## Historique
Cet album a été composé par David Eugene Edwards et 16 Horsepower en faisant le choix de lui donner une teinte beaucoup plus musique country et americana que les albums précédents traités aux accents de musique gothique. Reprenant également des chansons traditionnelles, c'est une sorte d'hommage au Sud américain des Montagnes Rocheuses à la Louisiane cadienne qui a influencé la musique d'Edwards et des groupes auxquels il collabore.
L'accueil critique de cet album fut bon soulignant notamment, au-delà de son aspect noir et gothique, l'influence musicale du groupe Joy Division, la volonté d'incorporer des chants et musique traditionnelles venant de divers horizons et régions du monde avec « l'idée formidable que toutes les musiques ne font qu'une » et la volonté d'Edwards de s'effacer derrière « des chansons plus vieilles et grandes que lui, des chansons d'essence magique, spirituelle, religieuse ».
Trois titres de cet album ont été repris par Wovenhand, la formation suivante de David Eugene Edwards, dans leur premier album enregistré en public Live at Roepaen en 2012.

## Liste des titres de l'album
1. Hutterite Mile - 4 min 05 s David Eugene Edwards/16 Horsepower
2. Outlaw Song - 4 min 29 s Traditionnel
3. Blessed Persistence - 4 min 06 s David Eugene Edwards/16 Horsepower
4. Alone and Forsaken - 2 min 49 s Hank Williams
5. Single Girl - 2 min 35 s Carter Family
6. Beyond the Pale - 3 min 45 s David Eugene Edwards/16 Horsepower
7. Horse Head Fiddle - 4 min 50 s Traditionnel
8. Sinnerman - 4 min 15 s Traditionnel
9. Flutter - 4 min 04 s David Eugene Edwards/16 Horsepower
10. La Robe à parasol - 2 min 29 s Traditionnel

## Musiciens ayant participé à l'album
- David Eugene Edwards - chant, guitare, piano, concertina
- Jean-Yves Tola - batterie, percussions, piano
- Pascal Humbert - basse, contrebasse, guitare